# Marija Stadnyková
Marija Vasylivna Stadnyková (roz. Stadnyková) (* 3. června 1988 Lvov) je ukrajinská zápasnice – volnostylařka, olympijská medailistka z roku 2008, 2012 a 2016, která od roku 2007 reprezentuje Ázerbájdžán.

## Sportovní kariéra
Sportovnímu zápasení se věnovala od svých 12 let v rodném Lvově. Připravovala se pod vedením Oresta Skobelského. V ukrajinské ženské reprezentaci se pohybovala od roku 2006 ve váze do 48 kg. V témže roce získala titul mistryně Evropy, o který však záhy přišla kvůli pozitivnímu dopingovému nálezu na látku snižující tělesnou hmotnost (furosemid). Dostala dvouletý zákaz startu, ale podařilo se jí prokázat neúmyslné užití a trest jí byl snížen na jeden rok.
Začátkem roku 2007 jí reprezentační vedení sdělilo, že pro olympijskou kvalifikaci v roce 2008 počítá jako s reprezentační jedničkou Irynou Merleniovou, která se vracela po mateřské pauze. V témže roce přijala nabídku reprezentovat Ázerbájdžán, který poprvé reprezentovala na jeho domácí půdě na mistrovství světa Baku. Ke konci roku se vdala za svého jmenovce Andrije Stadnyka, se kterým má syna a dceru.
V roce 2008 se kvalifikovala na olympijské hry v Pekingu. Potom co v úvodním kole zaváhala s Kanaďankou Carol Huynhovou se přes opravy probojovala do souboje o třetí místo, ve kterém porazila Tetjanu Bakaťukovou z Kazachstánu a získala bronzovou olympijskou medaili. V roce 2010 měla mateřskou pauzu. V roce 2012 startovala na olympijských hrách v Londýně. V semifinále porazila svou dlouholetou rivalku Irynu Merleniovovu a ve finále vyhrála úvodní kolo proti Japonce Hitomi Obaraové. Další dvě kola však s Japonkou prohrála a získala stříbrnou olympijskou medaili. V roce 2013 měla mateřskou pauzu. V roce 2016 startovala na svých třetích olympijských hrách v Riu výborně přípravená. Do finále proti Japonce Eri Tosakaové postoupila bez ztráty bodu a nad svou finálovou soupeřkou vedla v poslední minutě 2:0 na body. Neodolala však závěrečnému náporu Japonky, v posledních sekundách jí pustila své nohy a prohrála 2:3 na body. Získala stříbrnou olympijskou medaili.

## Výsledky
| Olympijské hry     |    | —  |    |    |    | 3. |    |   |    | 2. |   |    |    | 2. |    |    |    |  |  |  |  |  |  |  |  |  |
| Mistrovství světa  | —  |    | —  | X  | 7. |    | 1. | — | 2. |    | — | 3. | 2. |    | —  | 2. | 1. |  |  |  |  |  |  |  |  |  |
| Evropské hry       |    |    |    |    |    |    |    |   |    |    |   |    | 1. |    |    |    | 1. |  |  |  |  |  |  |  |  |  |
| Mistrovství Evropy | —  | —  | —  | 1. | —  | 1. | 1. | — | 1. | —  | — | 1. | 1. | 1. | 1. | 1. | —  |  |  |  |  |  |  |  |  |  |
| MS juniorů         | —  | —  | 1. | X  | —  | —  |    |   |    |    |   |    |    |    |    |    |    |  |  |  |  |  |  |  |  |  |
| ME juniorů         | —  | —  | —  | X  | —  | 1. |    |   |    |    |   |    |    |    |    |    |    |  |  |  |  |  |  |  |  |  |
| MS dorostenců      | 1. | 2. |    |    |    |    |    |   |    |    |   |    |    |    |    |    |    |  |  |  |  |  |  |  |  |  |